# Mađarsko iseljeništvo
Mađarsko iseljeništvo u najširem smislu označava pripadnike mađarskoga naroda koji žive izvan granica Mađarske ili područja gdje predstavljaju autohtonu (Rumunjska) ili nacionalnu manjinu. Izvan granica Mađarske živi 6-7 milijuna Mađara, od kojih 2,5 milijuna njih živi na negdašnjem području Austro-Ugarske Monarhije, kao što su hrvatsko podunavlje, jug Slovačke, Vojvodina i istočni dio Rumunjske, posebno u Transilvaniji gdje su Mađari priznata autohtona manjina.
Najbrojnije mađarske iseljeničke zajednice djeluju u SAD-u (1,4 mil. pripadnika) i Rumunjskoj (1,2 mil. pripadnika).
Među poznatim Mađarima ili osobama mađarskog podrijetla koji su živjeli i djelovali izvan Mađarske ističu se skladatelj Bela Bartok, šahist Bobby Fischer (rođ. Neményi), glumica Zsa Zsa Gabor, iluzionist Harry Houdini, matematičar John von Neumann, novinar Joseph Pulitzer, političar Nicolas Sarkozy i dr.

## Galerija
- Etnički sastav bivših mađarskih zemalja nakon potpisivanja Trianonskog ugovora
- Mađari unutar Austro-Ugarske Monarhije (popis 1890.)
- Mađari u Transilvaniji, Rumunjska (popis 2002.)